# قائمة مؤلفات عباس محمود العقاد
هذه قائمة غير مكتملة بكتب المؤلف المصري عباس محمود العقاد

## أنا
كتاب أنا هو أحد مؤلفات المفكر الإسلامي عباس محمود العقاد، وهي عبارة عن مجموعة من المقالات كتبها عن نفسه، جُمِعت في هذا الكتاب. وفكرة الكتاب بتأليف هذا الكتاب نشأت بعد أن اقترح عليه طاهر الطناحي في سنة 1946م أن يكتب كتاباً عن حياته، فأجابه العقاد قائلاً: «سأكتب هذا الكتاب وسيكون عنوانه» عني «، وسيتناول حياتي من جانبين الأول: حياتي الشخصية.... والجانب الثاني: حياتي الأدبية والسياسية والاجتماعية». مات العقاد نتيجة تدهور صحته فيما كان الكتاب يتم تجميعه من مقالاته القديمة، وقد آثر الكاتب أن يعنونه بـ «أنا».

### أبواب الكتاب
- الفصل الأول:

1. أنا
2. أبي
3. أمي
4. بلدتي
5. طفولتي
6. ذكريات العيد

- الفصل الثاني:

1. أساتذتي
2. أشياء جعلتني كاتباً
3. هجرت وظائف الحكومة

- الفصل الثالث:

1. قلمي
2. لماذا هويت القراءة؟
3. الكتب المفضلة عندي
4. منهجي في كتابة المقالات
5. منهجي في تأليف الكتب
6. ما لم أكتب وما أريد أن أكتب

- الفصل الرابع:

1. عرفت نفسي
2. عرفت طريقي للنجاح
3. تعلمت من أوقات الفراغ
4. أحرج ساعة في حياتي
5. كنت شيخاً في شبابي

- الفصل الخامس:

1. أصدقائي وأعدائي
2. أصدقائي الأطفال
3. أنا في السجن
4. خواطر في الصحة والمرض

- الفصل السادس:

1. إيماني
2. لو عدت طالباً
3. فلسفتي في الحب
4. فلسفتي في الحياة
5. الحياة.. هل هي جديرة بأن نحياها؟

- الفصل السابع:

1. طفت العالم من مكاني
2. أجمل أيامي
3. أكره الصيف

- الفصل الثامن:

1. بعد الأربعين
2. وحي الخمسين
3. وحي الستين
4. وحي السبعين
5. اعترافاتي

- الفصل التاسع:

1. في مكتبتي
2. بين كتبي
3. في بيتي

## بين الكتب والناس
بين الكتب والناس كتاب للأديب عباس محمود العقاد، وهو عبارة عن مجموعة مقالات مميزة للكاتب. وقد قدمه العقاد بنفسه قائلاً: " تشمل هذه المجموعة على مقالات من قبيل المقالات التي تتبعها حضرات القراء في المجاميع السابقة لكاتب هذه السطور، ومنها " الفصول " و" مطالعات في الكتب والحياة " و" مراجعات في الأدب والفنون " و" ساعات بين الكتب ".

### طبيعة الكتاب
الكتاب بمجمله عبارة عن مقالات كتبها العقاد في فترة زمنية من حياته، حيث تبلغ المقالة الواحدة بين الأربع إلى الست صفحات. أما الكتاب من حيث العدد فهو قرابة ست مائة صفحة ولا يمكن أن نعزوه إلى توجه محدد لأن لكل مقالة توجه ومناسبة، فهناك مقالة تتعنون بـ«الوجودية» وتجد مقالة أخرى بعنوان «خدمة اللغة العربية»، لكن الكتاب بالمجمل يميل إلى أطروحات العقاد المعروفة بالأدبية والفلسفية.

## أفيون الشعوب
أفيون الشعوب كتاب لعباس محمود العقاد يهاجم فيه المذاهب التي يعتبرها هدامة، وهي الشيوعية والرمزية والوجودية واللاسلطوية.

## روح عظيم
روح عظيم أو المهاتما غاندي هذا الكتاب من أروع ما كتب العقاد في تحليله الثري والغني لشخصية موهانداس كرمشند غاندي من حيث ثقافته وبيئته ونشأته وثقافته وأقواله المأثورة مما يؤكد على مدى خلود تلك الشخصية على الرغم من وفاتها باغتيال من جودس رانوثان يوم 30 أبريل عام 1948.
هنا تأثر العقاد بأسلوب توماس كارلايل صاحب كتاب (الأبطال والانبهار بالبطل) من حيث التركيز على مفاتيح نبوغ وبروز الشخصية من خلال النقاط التي سبق ذكرها.
تحدث العقاد في هذا الكتاب عن عقيدة (الأهمسا) التي ابتكرها غاندي بعد مطالعته للتوراة والإنجيل والقرآن إلى جانب عقيدته الهندوسية وتعاليم تلك العقيدة التي جعلت منه (قديس القرن العشرين) ومدى نجاح هذه العقيدة أو فكر (المقاومة السلمية) أو السيتياجراها التي ساهمت في القضاء على أكبر إمبراطورية في العالم وهي المملكة المتحدة والمعلومات القيمة التي طرحها لنا العقاد هو الرسائل المتبادلة بين تولستوي وغاندي بعد تأثر غاندي بكتاب (مملكة الرب بداخلك) والتي استنبط منها سياسة (المقاومة السلمية) وتسميته لمزرعة أقامه للهنود في جنوب أفريقيا كبداية للمقاطعة السلمية حيث علم الهنود أن يأكلوا من طعام يديهم وعلمهم الغزل وسمى المزرعة باسم تولستوي وبلغه بذلك في الرسالة التي بعثها له عام 1909 وتشجيعه على أن يظل نباتياً.
ونجد في مدخل الكتاب قصيدة للعقاد عن غاندي تؤكد مدى صموده في دعوته السامية ولكن ما ينقص الكتاب هو شيء بسيط حيث لم يتحدث عن ترشيحه لجائزة نوبل للسلام أكثر من مرة وعدم منحها له وكاد أن يحصل عليها عام 1948 ولكن اغتيل في نفس العام وتكريماً لروحه قررت لجنة نوبل بأوسلو بعدم منحها لأحد ذلك العام تكريماً لروح قديس القرن العشرين المهاتما غاندي.
شرح لنا العقاد معنى كلمة (المهاتما) (ماه) تعني عظيم وهاتما تعني الروح ومعنى الكلمة مرةً واحد (روح عظيم) أو القديس.
كتب العقاد هذا الكتاب في عام 1952 وهذا الكتاب من النوادر الجميلة التي تؤكد على مدى سعة اطلاع العقاد وأنه بحق وازن بين الثقافتين الشرق والغرب وقد أكد بقلمه مفهوم العولمة الحقيقي والصحيح من خلال المعرفة والثقافة.

## ما يقال عن الإسلام
كتاب لعباس محمود العقاد يتحدث فيه عن الكتب التي كتبها المبشرون والمستشرقون عن الإسلام ويلخصها ويعلق عليها بهدف التعريف السليم بالإسلام والرد على أباطيل خصومه.